# Бёрдуелл, Дуайт Уэйн
Дуайт Уэйн Бёрдуелл (англ. Dwight Wayne Birdwell;род. 19 января 1948 года) -  бывший солдат армии США, удостоился медали Почёта в 2022 году за свои действия во время обороны авиабазы Ташшонят в ходе Тетского наступления Вьетнамской войны.

## Биография
Бёрдуелл родился в г. Амарилло, штат Техас. Принадлежит к народу чероки, вырос в общине чероки в г. Белл, штат Оклахома. Посещал хай-скул Белл-грейд, окончил хай-скул Стилвелл в 1966 году.    
Бёрдуелл вступил в армию 24 мая 1966 года. Получил назначение в отряд С, 3-го эскадрона, 4-го кавалерийского полка, 25-й пехотной дивизии. 31 января 1968 года он получил свою первую медаль «Серебряная звезда», когда его отряд поспешил на помощь защитникам авиабазы Ташшонят, подвергшейся нападению в ходе вьетнамского Тетского наступления. Отряд С стал первой наземной частью вне авиабазы, ответившей на нападение. Когда командир экипажа танка был серьёзно ранен Бёрдуелл принял командование и обстреливал части НВА пока не исчерпал боезапас. Затем он достал пулемет M60 и продолжал вести огонь по противнику, пока его оружие не было повреждено ответным огнём, причём Бёрдуелл тоже получил ранение. Пренебрегая собственной безопасностью, он бегал под плотным огнём противника, чтобы добыть боеприпасы для своих людей из других повреждённых машин.       
В ночь на 4 июля 1968 года он снова рискнул жизнью для спасения американцев, некоторые из них был ранены. Они застряли в боевой зоне в оккупированной врагом деревне. Заметив повреждённый армейский бронетранспортёр Бёрдуелл вышел под плотный вражеский огонь, погрузил всех раненых и доставил их в безопасное место. Затем он вернулся в деревню, чтобы спасти ещё американцев. За это подвиг он удостоился второй медали «Серебряная звезда».    
Бёрдуелл вернулся в США в декабре 1968 года.
Бёрдуелл учился в Северовосточном университете штата Оклахома а затем в юридическом колледже штата Оклахома,который окончил в 1976 году.
С 1987 по 1999 годы он состоял в апелляционном суде нации Чероки, а в 1995-96 и 1998-99 занимал пост главного судьи. Сейчас он практикующий юрист в Оклахома-сити.    
Бёрдуелл женат 53 года, у него с женой двое детей и двое внуков.  
27 июня 2022 года было объявлено, что президент США Джо Байден вручит медаль Бёрдуеллу и трём другим военным, что и было сделано на церемонии в Белом доме 5 июля 2022 года.    

## Наградная запись к медали Почёта

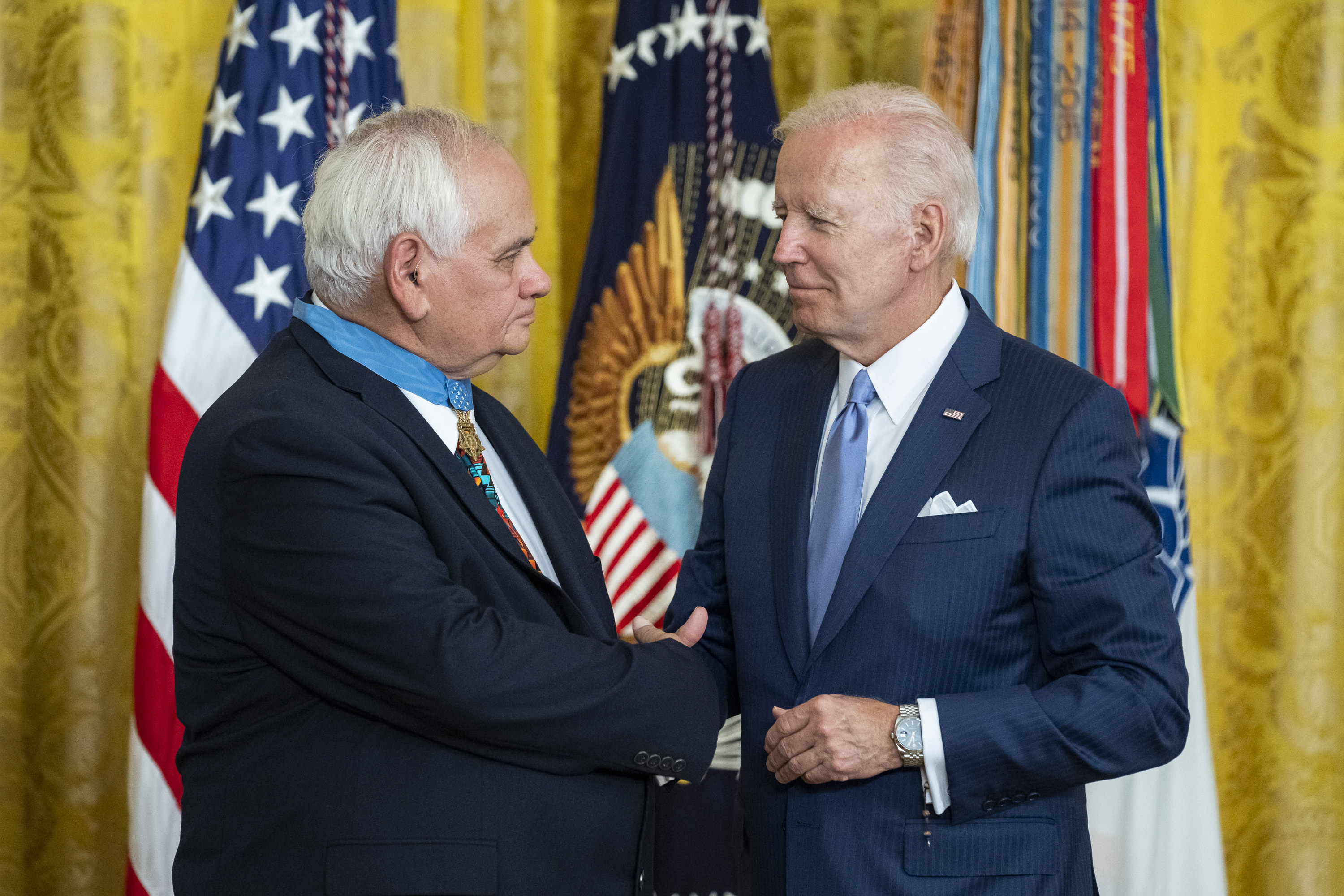
Президент Джо Байден вручает медаль Почёта Бёрдуеллу.

Специалист пятого класса Бёрдуелл отличился благодаря храбрым и отважным действиям при выполнении и перевыполнении долга службы в ходе службы в отряд С, 3-го эскадрона, 4-го кавалерийского полка, 25-й пехотной дивизии в Республике Вьетнам 31 января 1968 года. В этот день большой вражеский отряд предпринял нападение на авиабазу Ташшонят близ Сайгона. В ходе первой атаки [противника] отряд Бёрдуелла принял на себя основной удар, в результате чего многие машины подразделения были выведены из строя или уничтожены, а командир его танка был выведен из строя. Бёрдуелл под плотным вражеским огнём из лёгкого стрелкового оружия доставил командира танка в безопасное место и принял контроль над машиной. Понимая что его танк оказался в первой линии обороны, Бёрдуелл из пушки, пулемёта и винтовки вёл эффективный огонь по противнику. С открытой позиции из командирского люка Бёрдуелл стрелял по противнику из пулемёта докладывал обстановку командиру своего эскадрона, пока система связи не была повреждена огнём противника. Израсходовав весь боезапас, Бёрдуелл вышел из танка и направился к вертолёту командира своего эскадрона, который был сбит вражеским огнем, и забрал два пулемёта и боеприпасы, с помощью которых он и его товарищ подавляли противника. Когда его пулемёт был повреждён вражеским огнем и взорвался, причём Бёрдуелл получил ранения в лицо и туловище. Бёрдуелл отказался от эвакуации и перемещался среди повреждённых машин и оборонительных позиций, собирая боеприпасы для раздачи оставшимся защитникам. Находясь под беспокоящим огнем, Бёрдуелл провёл небольшую группу защитников мимо вражеских сил и вступил в бой с противником, бросая ручные гранаты, сорвав вражескую атаку до прибытия подкрепления. С приходом подкрепление, Бёрдуелл помогал эвакуировать раненых, пока не получил приказ обратиться за [медицинской] помощью по поводу своих ран. На протяжении всего боя Бёрдуелл неоднократно подвергал себя крайней опасности, чтобы защитить свою команду и победить врага. Его необыкновенный героизм и самоотверженность, выходящие за рамки служебного долга, поддержали высшие традиции военной службы и принесли великую честь ему, его подразделению и армии Соединённых Штатов.      
Оригинальный текст (англ.)
Spc. 5 Dwight W. Birdwell distinguished himself by acts of gallantry and intrepidity above and beyond the call of duty while serving with Troop C, 3rd Squadron, 4th Cavalry, 25th Infantry Division, in the Republic of Vietnam on Jan. 31, 1968. On this date, a large enemy element initiated an assault on the Tan Son Nhut Airbase near Saigon. Birdwell’s unit bore the brunt of the initial attack, which resulted in the disabling or destruction of many of the unit’s vehicles and the incapacitation of his tank commander. Birdwell, under heavy enemy small-arms fire, moved the tank commander to a place of safety and assumed control of the vehicle. Realizing his tank was the first line of defense for the troop, he used its cannon, machine gun and his rifle to place effective fire on the enemy force. From the exposed position of the tank commander’s hatch, Birdwell engaged the enemy with machine gun fire and provided situation reports to his squadron commander until the communications system became damaged due to enemy fire. After having expended all of his ammunition, Birdwell dismounted and maneuvered to his squadron commander’s helicopter, which had been downed by enemy fire, and retrieved two machine guns and ammunition, with which he and a comrade suppressed the enemy. When his machine gun was hit by enemy fire and exploded, resulting in wounds to his face and torso, Birdwell refused evacuation and moved amongst the disabled vehicles and defensive positions, collecting ammunition to distribute to the remaining defenders. While under harassing fire, Birdwell led a small group of defenders past the enemy force and personally engaged the enemy with hand grenades, which disrupted their assault until reinforcements arrived. Upon receiving reinforcement, Birdwell aided in evacuating the wounded until he was ordered to seek attention for his wounds. Throughout the entire engagement, Birdwell repeatedly placed himself in extreme danger to protect his team and to defeat the enemy. His extraordinary heroism and selflessness beyond the call of duty were in keeping with the highest traditions of military service and reflect great credit upon himself, his unit and the United States Army.
— 